# Aymaresmus tapichus
Aymaresmus tapichus är en mångfotingart som beskrevs av Chamberlin 1941. Aymaresmus tapichus ingår i släktet Aymaresmus och familjen Platyrhacidae. Inga underarter finns listade i Catalogue of Life.